# Henkeres
Henkeres (Hinchiriș), település Romániában, a Partiumban, Bihar megyében.

## Fekvése
A Béli-hegység alatt, Belényestől délre, Mérág és Belényesirtás közt fekvő település.

## Története
Henkeres nevét 1588-ban említette először oklevél Henkeres néven.
A falu földesura a görögkatolikus püspökség volt, mely itt még a 20. század elején is birtokos volt.
1851-ben Fényes Elek írta a településről:
Bihar vármegyében, hegyes-völgyes vidéken, 576 óhitü lakossal, s anyatemplommal. Urbéri szántó 533, rét 436, majorsági erdő 1400 hold. Van egy patakja. Birja a váradi görög püspök.
1910-ben 1094 lakosából 11 magyar, 1081 román volt. Ebből 1080 görögkeleti ortodox volt.
A trianoni békeszerződés előtt Bihar vármegye Vaskohi járásához tartozott.

## Hivatkozások

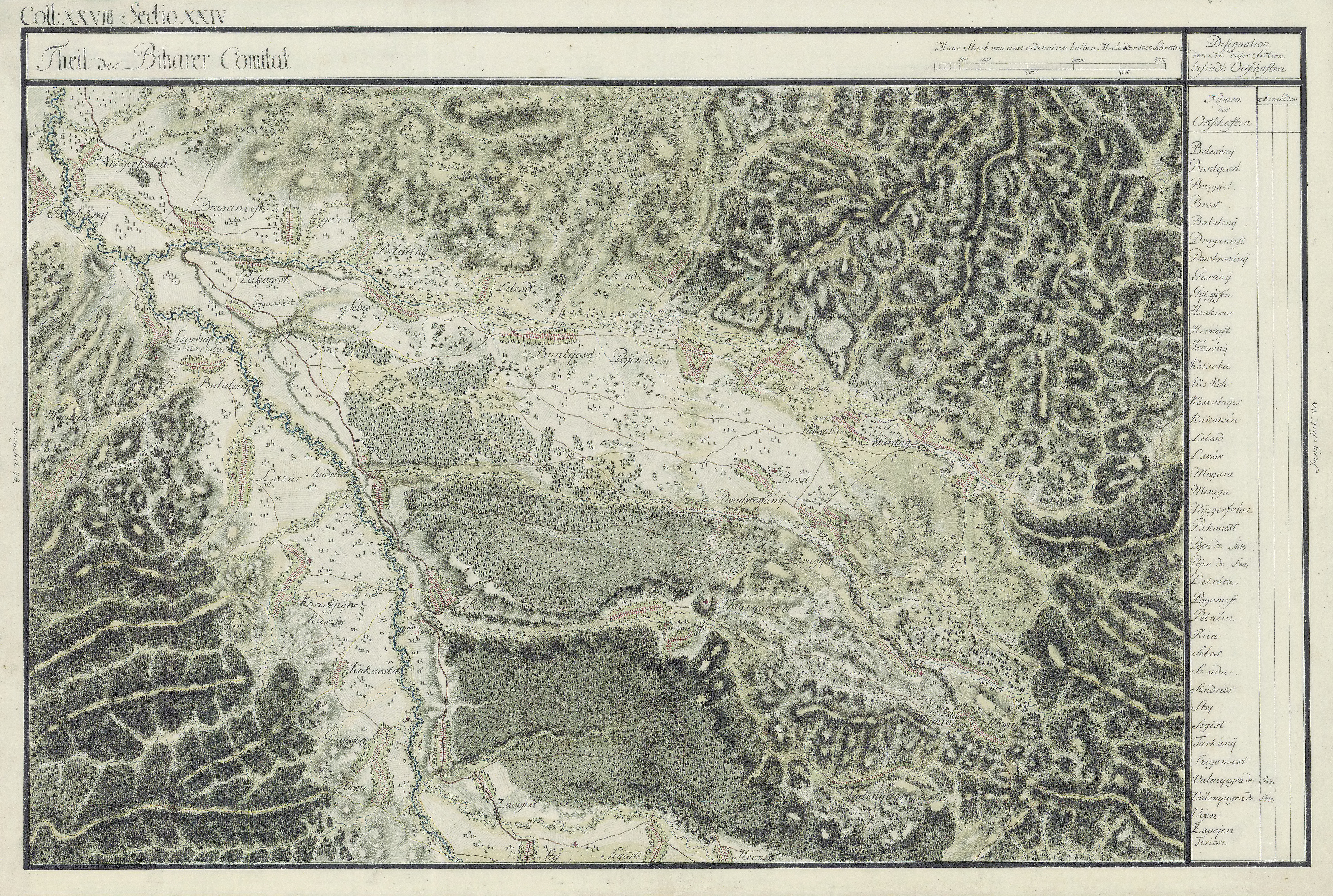
Henkeres egy régi tlrképen

## Nevezetességek
- Görögkeleti fatemploma